# بيت المقلد (مناخة)

تعديل مصدري - تعديل

بيت المقلد هي إحدى قرى عزلة هوزان بمديرية مناخة التابعة لمحافظة صنعاء، بلغ تعداد سكانها 105 نسمة حسب تعداد اليمن لعام 2004.